# Équipe de Tchécoslovaquie de football à la Coupe du monde 1982
L'équipe de Tchécoslovaquie de football participe à sa septième Coupe du monde lors de l'édition 1982 qui se tient en Espagne du 13 juin 1982 au 11 juillet 1982. Lors de la précédente coupe du monde en 1978, l'équipe n'avait pas réussi à se qualifier pour la phase finale. En 1982, les Tchécoslovaques sont éliminés au premier tour, terminant à la troisième place du groupe 4 avec deux matchs nuls.

## Phase qualificative
La Tchécoslovaquie termine deuxième de son groupe et se qualifie donc pour la Coupe du monde après deux éditions blanches, en compagnie de l'Union soviétique.
| Rang | Équipe           | Pts | J | G | N | P | Bp | Bc | Diff |  | Résultats (▼ dom., ► ext.) |     |     |     |     |     |
| ---- | ---------------- | --- | - | - | - | - | -- | -- | ---- |  | -------------------------- | --- | --- | --- | --- | --- |
| 1    | Union soviétique | 14  | 8 | 6 | 2 | 0 | 20 | 2  | +18  |  | Union soviétique           |     | 2-0 | 3-0 | 5-0 | 4-0 |
| 2    | Tchécoslovaquie  | 10  | 8 | 4 | 2 | 2 | 15 | 6  | +9   |  | Tchécoslovaquie            | 1-1 |     | 2-0 | 6-1 | 2-0 |
| 3    | Pays de Galles   | 10  | 8 | 4 | 2 | 2 | 12 | 7  | +5   |  | Pays de Galles             | 0-0 | 1-0 |     | 2-2 | 4-0 |
| 4    | Islande          | 6   | 8 | 2 | 2 | 4 | 10 | 21 | -11  |  | Islande                    | 1-2 | 1-1 | 0-4 |     | 2-0 |
| 5    | Turquie          | 0   | 8 | 0 | 0 | 8 | 1  | 22 | -21  |  | Turquie                    | 0-3 | 0-3 | 0-1 | 1-3 |     |

| 19 novembre 1980 | Pays de Galles | 1 - 0 | Tchécoslovaquie | Ninian Park, Cardiff                               |                                                    |
|                  | Giles 10e      |       |                 | Spectateurs : 20 175 Arbitrage : Walter Eschweiler | Spectateurs : 20 175 Arbitrage : Walter Eschweiler |
|                  | Détails        |       |                 | Spectateurs : 20 175 Arbitrage : Walter Eschweiler | Spectateurs : 20 175 Arbitrage : Walter Eschweiler |

| 3 décembre 1980 | Tchécoslovaquie | 2 - 0 | Turquie | Stade Evžen-Rošický, Prague                      |                                                  |
|                 | Nehoda 13e 15e  |       |         | Spectateurs : 8 500 Arbitrage : Erik Fredriksson | Spectateurs : 8 500 Arbitrage : Erik Fredriksson |
|                 | Détails         |       |         | Spectateurs : 8 500 Arbitrage : Erik Fredriksson | Spectateurs : 8 500 Arbitrage : Erik Fredriksson |

| 15 avril 1981 | Turquie | 0 - 3 | Tchécoslovaquie                     | Stade Ali-Sami-Yen, Istanbul                     |                                                  |
|               |         |       | Janečka 58e · Kozák 70e · Vizek 81e | Spectateurs : 40 000 Arbitrage : Roger Schoeters | Spectateurs : 40 000 Arbitrage : Roger Schoeters |
|               | Détails |       |                                     | Spectateurs : 40 000 Arbitrage : Roger Schoeters | Spectateurs : 40 000 Arbitrage : Roger Schoeters |

| 27 mai 1981 | Tchécoslovaquie                                                                              | 6 - 1 | Islande   | Tehelné Pole, Bratislava                        |                                                 |
|             | Vizek 35e · Panenka 44e (pen.) · Nehoda 72e · Eðvaldsson 78e (csc) · Kozák 79e · Janečka 87e |       | Bergs 60e | Spectateurs : 21 756 Arbitrage : Nikos Zlatanos | Spectateurs : 21 756 Arbitrage : Nikos Zlatanos |
|             | Détails                                                                                      |       |           | Spectateurs : 21 756 Arbitrage : Nikos Zlatanos | Spectateurs : 21 756 Arbitrage : Nikos Zlatanos |

| 9 septembre 1981 | Tchécoslovaquie              | 2 - 0 | Pays de Galles | Stade Evžen-Rošický, Prague                   |                                               |
|                  | Devies 24e (csc) · Lička 67e |       |                | Spectateurs : 38 000 Arbitrage : Franz Wöhrer | Spectateurs : 38 000 Arbitrage : Franz Wöhrer |
|                  | Détails                      |       |                | Spectateurs : 38 000 Arbitrage : Franz Wöhrer | Spectateurs : 38 000 Arbitrage : Franz Wöhrer |

| 23 septembre 1981 | Islande     | 1 - 1 | Tchécoslovaquie | Laugardalsvöllur, Reykjavik                |                                            |
|                   | Ormslev 79e |       | Kozák 77e       | Spectateurs : 7 343 Arbitrage : Kenny Hope | Spectateurs : 7 343 Arbitrage : Kenny Hope |
|                   | Détails     |       |                 | Spectateurs : 7 343 Arbitrage : Kenny Hope | Spectateurs : 7 343 Arbitrage : Kenny Hope |

| 28 octobre 1981 | Union soviétique  | 2 - 0 | Tchécoslovaquie | Dinamo, Tbilisi                                 |                                                 |
|                 | Shengelia 28e 46e |       |                 | Spectateurs : 75 000 Arbitrage : Michel Vautrot | Spectateurs : 75 000 Arbitrage : Michel Vautrot |
|                 | Détails           |       |                 | Spectateurs : 75 000 Arbitrage : Michel Vautrot | Spectateurs : 75 000 Arbitrage : Michel Vautrot |

| 29 novembre 1981 | Tchécoslovaquie | 1 - 1 | Union soviétique | Tehelné Pole, Bratislava                     |                                              |
|                  | Vojáček 34e     |       | Blokhine 14e     | Spectateurs : 47 000 Arbitrage : Clive White | Spectateurs : 47 000 Arbitrage : Clive White |
|                  | Détails         |       |                  | Spectateurs : 47 000 Arbitrage : Clive White | Spectateurs : 47 000 Arbitrage : Clive White |

## Phase finale

### Premier tour

#### Groupe 4
La Tchécoslovaquie se trouve en compagnie de l'Angleterre, de la France et du Koweït. Elle termine troisième du groupe 4 avec deux matchs nuls contre le Koweït et la France, deux points obtenus grâce à deux buts marqués sur penalty par Antonín Panenka.
| Classement final |                 |     |   |   |   |   |    |    |      |
|                  | Équipe          | Pts | J | G | N | P | BP | BC | Diff |
| 1                | Angleterre      | 6   | 3 | 3 | 0 | 0 | 6  | 1  | +5   |
| 2                | France          | 3   | 3 | 1 | 1 | 1 | 6  | 5  | +1   |
| 3                | Tchécoslovaquie | 2   | 3 | 0 | 2 | 1 | 2  | 4  | -2   |
| 4                | Koweït          | 1   | 3 | 0 | 1 | 2 | 2  | 6  | -4   |

| 16 juin | Angleterre      | 3 | 1 | France          |
| 17 juin | Tchécoslovaquie | 1 | 1 | Koweït          |
| 20 juin | Angleterre      | 2 | 0 | Tchécoslovaquie |
| 21 juin | France          | 4 | 1 | Koweït          |
| 24 juin | France          | 1 | 1 | Tchécoslovaquie |
| 25 juin | Angleterre      | 1 | 0 | Koweït          |

| 17 juin 1982                      | Tchécoslovaquie    | 1 – 1 | Koweït        | Stade José Zorilla, Valladolid                   |                                                  |
| 17:15 · Historique des rencontres | Panenka 21e (pen.) |       | Al-Dakhil 57e | Spectateurs : 25 000 Arbitrage : Benjamin Dwomoh | Spectateurs : 25 000 Arbitrage : Benjamin Dwomoh |
| 17:15 · Historique des rencontres | Rapport            |       |               | Spectateurs : 25 000 Arbitrage : Benjamin Dwomoh | Spectateurs : 25 000 Arbitrage : Benjamin Dwomoh |

| 20 juin 1982 17:15        | Angleterre                     | 2 – 0 | Tchécoslovaquie | Stade San Mamés, Bilbao                         |                                                 |
| Historique des rencontres | Francis 63e · Barmoš 66e (csc) |       |                 | Spectateurs : 41 123 Arbitrage : Charles Corver | Spectateurs : 41 123 Arbitrage : Charles Corver |
| Historique des rencontres | Rapport                        |       |                 | Spectateurs : 41 123 Arbitrage : Charles Corver | Spectateurs : 41 123 Arbitrage : Charles Corver |

| 24 juin 1982                      | France  | 1 – 1 | Tchécoslovaquie    | Stade José Zorilla, Valladolid                 |                                                |
| 17:15 · Historique des rencontres | Six 66e |       | Panenka 84e (pen.) | Spectateurs : 28 000 Arbitrage : Paolo Casarin | Spectateurs : 28 000 Arbitrage : Paolo Casarin |
| 17:15 · Historique des rencontres | Rapport |       |                    | Spectateurs : 28 000 Arbitrage : Paolo Casarin | Spectateurs : 28 000 Arbitrage : Paolo Casarin |

## Effectif
Jozef Vengloš est le sélectionneur de la Tchécoslovaquie durant la Coupe du monde.
| No. | Pos.      | Joueur              | Date de naissance et âge | Sélec. | Club                 |
| --- | --------- | ------------------- | ------------------------ | ------ | -------------------- |
| 1   | Gardien   | Stanislav Seman     | 8 août 1952              | NA     | FC Lokomotíva Košice |
| 2   | Défenseur | František Jakubec   | 12 avril 1956            | NA     | Bohemians Praha      |
| 3   | Défenseur | Jan Fiala           | 19 mai 1956              | NA     | Dukla Prague         |
| 4   | Défenseur | Ladislav Jurkemik   | 20 juillet 1953          | NA     | Inter Bratislava     |
| 5   | Défenseur | Jozef Barmoš        | 28 août 1954             | NA     | Inter Bratislava     |
| 6   | Défenseur | Rostislav Vojáček   | 23 février 1949          | NA     | Baník Ostrava        |
| 7   | Milieu    | Ján Kozák           | 17 avril 1954            | NA     | Dukla Prague         |
| 8   | Milieu    | Antonín Panenka     | 2 décembre 1948          | NA     | Rapid Wien           |
| 9   | Attaquant | Ladislav Vízek      | 22 janvier 1955          | NA     | Dukla Prague         |
| 10  | Attaquant | Tomáš Kříž          | 17 mars 1959             | NA     | Dukla Prague         |
| 11  | Attaquant | Zdeněk Nehoda       | 9 mai 1952               | NA     | Dukla Prague         |
| 12  | Milieu    | Přemysl Bičovský    | 18 août 1950             | NA     | Bohemians Praha      |
| 13  | Milieu    | Jan Berger          | 27 novembre 1955         | NA     | AC Sparta Prague     |
| 14  | Défenseur | Libor Radimec       | 22 mai 1950              | NA     | Baník Ostrava        |
| 15  | Défenseur | Jozef Kukučka       | 13 mars 1957             | NA     | Plastika Nitra       |
| 16  | Milieu    | Pavel Chaloupka     | 4 mai 1959               | NA     | Bohemians Praha      |
| 17  | Milieu    | František Štambachr | 13 février 1953          | NA     | Dukla Prague         |
| 18  | Attaquant | Petr Janečka        | 25 novembre 1957         | NA     | Zbrojovka Brno       |
| 19  | Attaquant | Marián Masný        | 13 août 1950             | NA     | Slovan Bratislava    |
| 20  | Attaquant | Vlastimil Petržela  | 20 juillet 1953          | NA     | SK Slavia Praha      |
| 21  | Gardien   | Zdeněk Hruška       | 25 juillet 1954          | NA     | Bohemians Praha      |
| 22  | Gardien   | Karel Stromšík      | 12 avril 1958            | NA     | Dukla Prague         |